# Melinda Gates
Melinda Gates (nascuda el 15 d'agost de 1964 com a Melinda Ann French) és una dona de negocis i filantropa estatunidenca. Es va graduar en Informàtica i Economia per la Universitat de Duke el 1986. Forma part de l'equip directiu del diari The Washington Post i és cofundadora i copresidenta de la Fundació Bill i Melinda Gates.
Poc després de graduar-se es va unir a Microsoft i va participar en el desenvolupament de molts dels productes multimèdia com Publisher, Bob, Encarta o Expedia.
El 1994 va contreure matrimoni amb Bill Gates, fundador i president de Microsoft Corporation, amb qui ha tingut tres fills, i ha passat a ser coneguda com a Melinda Gates.
El desembre de 2005 Melinda i Bill Gates van ser reconeguts com a persones de l'any de la Revista Time conjuntament amb Bono en reconeixement de la seva tasca humanitària així com el Premi Príncep d'Astúries de Cooperació Internacional el maig de 2006.
Fou elegida la número 40 de la llista Forbes de dones poderoses el 2008 i el número 12 el 2006.
Ha contribuït a posar en evidència el desequilibri evident en els sous i el poder de les dones respecte dels homes en la indústria tecnològica de Silicon Valley, que propicien determinades condicions d'abús.

## Honors
- Medalla Presidencial de la Llibertat[6]